# كيمبل يونغ
كيمبل يونغ (بالإنجليزية: Kimball Young)‏ هو عالم نفس أمريكي، ولد في 26 أكتوبر 1893 في بروفو في الولايات المتحدة، وتوفي بنفس المكان في 1 سبتمبر 1972.